# Phạm Gia Khiêm
Phạm Gia Khiêm (6 de agosto de 1944) es un político vietnamita, un primer ministro anterior y Ministro de Asuntos Exteriores (desde el 28 de junio de 2006). Fue Ministro de Ciencia, Tecnología y Ambiente de noviembre de 1996 a septiembre de 1997. Nació en Hanói. Fue conferenciante en la Universidad de Ingeniería Eléctrica de Bắc Thái de 1968 a 1970, y completó un Ph.D. en Metalurgia en Checoslovaquia en 1975. Es fluido en inglés, ruso y checo.[cita requerida]
Hizo una visita oficial a EE. UU. en marzo de 2007, conociendo a expatriados vietnamitas y visitando el Consulado de Vietnam en San Francisco, California. Durante la visita declaró investigar el caso del periodista encarcelado Nguyễn Vũ Bình siguiendo una petición de Condoleezza Rice Secretaria de Estado de EE. UU.; Bình fue perdonado y liberado el 8 de junio de 2007.